# Friedrich Schmidt
Friedrich Schmidt (Kaisma, 15 de janeiro de 1832 — São Petersburgo, 8 de novembro de 1908) foi um geólogo estoniano.
Foi laureado com a medalha Wollaston de 1902, pela Sociedade Geológica de Londres.